# Kolob Canyons

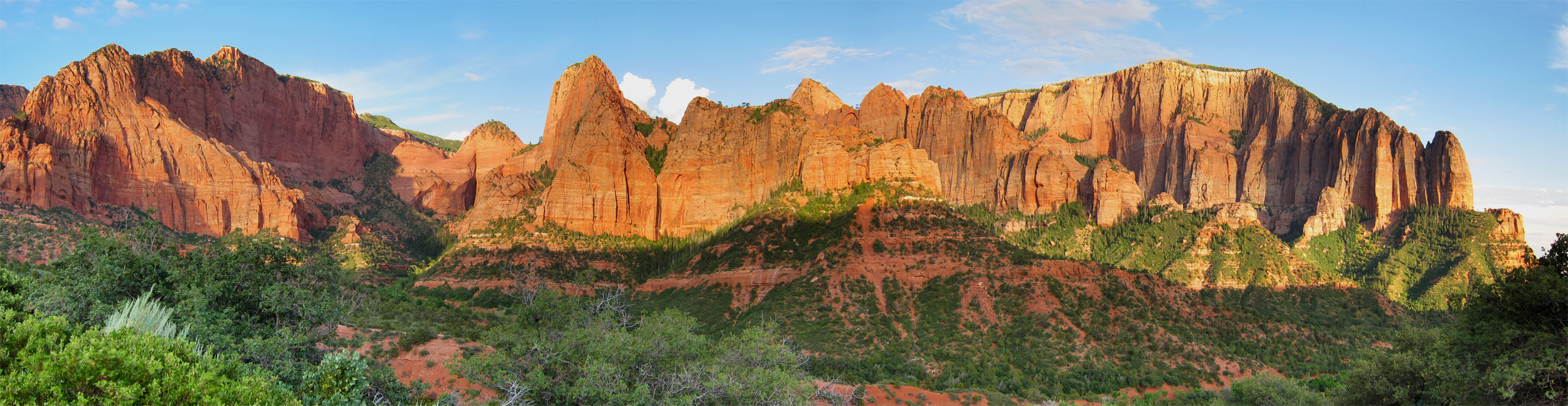
Kolob Canyons

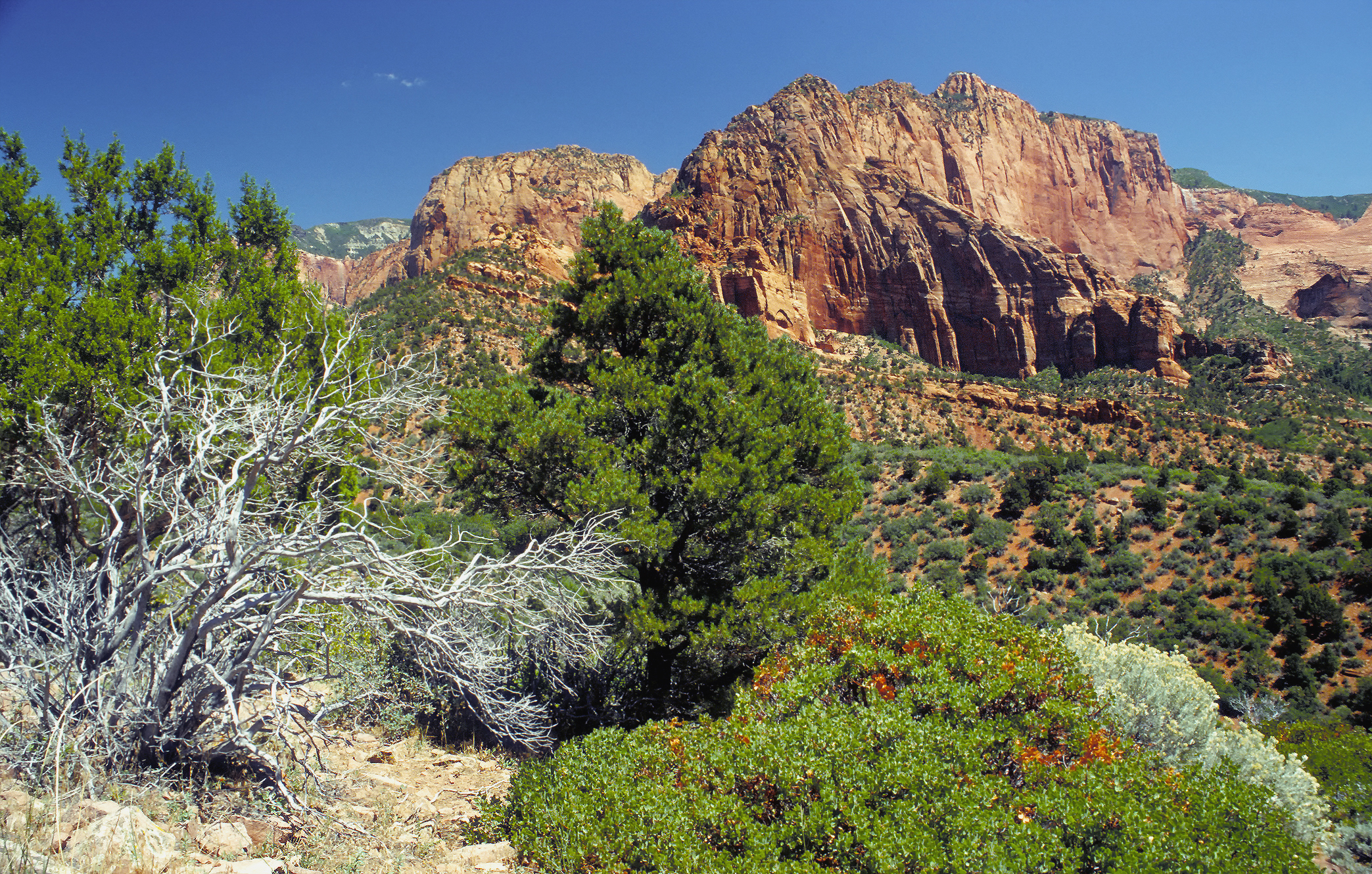
Kolob Canyons

Kolob Canyons is de noordwestelijke gedeelte van Zion National Park van Utah in de Verenigde Staten. De Kolob Canyons zijn onderdeel van het Colorado Plateau van het park en staan bekend om hun kleurrijke schoonheid en gevarieerde landschap. Dit deel van Zion National Park is toegankelijk door een parkweg op ongeveer 20 mijl ten zuiden van Cedar City aan de Interstate 15.
In 1847 werden Mormoonse boeren uit het Salt Lake-gebied de eerste mensen van Europese afkomst die zich vestigden in de regio van de Virgin River. In 1851 de Parowan en Cedar City-gebieden werden de vestigingsplek van Mormonen die de Kolob Canyons gebruikten voor hout en voor het grazen van runderen, schapen en paarden. Ze verkenden het gebied voor minerale afzettingen en legden water om om gewassen te irrigeren in de vallei. Mormoonse kolonisten noemde het gebied Kolob, in Mormoonse geschriften de hemelse plaats het dichtst bij de woonplaats van God.